# Snow on the Sahara
Snow on the Sahara (w wersji francuskojęzycznej Au nom de la lune) – piąty album studyjny wydany przez Anggun w 1997 roku. Jest to jej pierwszy album międzynarodowy. Płyta sprzedała się w ponad milionowym nakładzie w krajach europejskich i została najlepiej sprzedającym się albumem nagranym przez artystę azjatyckiego poza Azją.
Album był ogromnym artystycznym odsunięciem się od wcześniejszego, rockowego stylu Anggun. Tym razem eksperymentowała z muzyką światową i dźwiękami adult contemporary. Anggun opisała album słowami: „Koncentrujący wszystkie muzyczne oddziaływania mojego życia”. Powiedziała też: „Chcę pokazać Indonezję, ale w sposób progresywny, w słowach, w dźwięki, głównie przeze mnie”. Pierwszy singiel z albumu, „La neige au Sahara (Snow on the Sahara)”, trafił na pierwsze miejsca list przebojów w kilku państwach. Kolejne dwa komercyjne single, „La rose des vents” i „Au nom de la lune”, zostały wydane, lecz spotkały się ze skromniejszym sukcesem na listach przebojów. Album trafił na 34. miejsce na French Albums Chart oraz został sprzedany w 150 tys. egzemplarzach we Francji i Belgii. Anggun otrzymała nominację do Victoires de la Musique (francuski odpowiednik Nagród Grammy) za Najlepszy Debiut.
Angielska wersja albumu, Snow on the Sahara, została wydana w 33 krajach całego świata (w Azji, Europie i Ameryce). Zawierała utwory z francuskiego Au nom de la lune, które zostały przetłumaczone na język angielski przez autora tekstów piosenek Nikki Mathesona.

## Lista utworów
1. "Snow on the Sahara"
2. "Le départ"
3. "Over Their Walls"
4. "On the Breath of an Angel"
5. "A Rose in the Wind"
6. "Gita"
7. "Memory of Your Shores"
8. "My Sensual Mind"
9. "Blanca"
10. "Valparaíso"
11. "Selamanya"
12. "By the Moon"
13. "Pluies"
14. "Dream of Me"
15. "Secret of the Sea"
16. "Life on Mars?"